# Bokajan
Bokajan (en asamés:বোকাজান  ) es una localidad de la India en el distrito de Anantapur, estado de Assam.

## Geografía
Se encuentra a una altitud de 139 m s. n. m. a 282 km de la capital estatal, Dispur, en la zona horaria UTC +5:30.

## Demografía
Según estimación 2010 contaba con una población de 17 166 habitantes.